# 内田美希
内田美希（日语：／ Uchida Miki，1995年2月21日—）生于群马县，是一名日本女子游泳运动员，主攻短距离自由泳。她在童年时受姐姐的影响开始接触游泳，她原先主攻蝶泳，中学时开始转攻自由泳。内田在运动生涯期间曾参加2012年伦敦奥运和2016年里约奥运。2016年国民体育大会结束后，她宣布退役。